# Pereskiopsis rotundifolia
Pereskiopsis rotundifolia ist eine Pflanzenart in der Gattung Pereskiopsis aus der Familie der Kakteengewächse (Cactaceae). Das Artepitheton rotundifolia leitet sich von den lateinischen Worten rotundus für ‚rund‘ sowie -folius für ‚-blättrig‘ ab. Spanische Trivialnamen sind „Chapistle“ und „Tzompahuiztle“.

## Beschreibung
Pereskiopsis rotundifolia wächst strauchig bis baumförmig, ist reich verzweigt und erreicht Wuchshöhen von 2 bis 4 Meter. Manchmal wird ein verholzter Stamm ausgebildet. Die schlanken, verholzten, kahlen, bräunlichen Triebe erreichen einen Durchmesser von 0,5 bis 1,2 Zentimeter. Die fast kreisrunde, fleischige Blattspreite der Laubblätter trägt ein aufgesetztes Spitzchen, ist 3 bis 8 Zentimeter lang und 1,7 bis 4,7 Zentimeter breit. Die grauen Areolen sind nicht mit Haaren, aber reichlich oder spärlich mit rötlichen, 3 bis 5 Millimeter langen Glochiden besetzt. Der meist einzelne abstehende, weiße bis gräuliche Dorn ist 3 bis 7 Zentimeter lang. Gelegentlich fehlt er, manchmal werden bis zu drei Dornen ausgebildet.
Die seitlich an den Trieben erscheinenden, gelblich roten Blüten erreichen einen Durchmesser von 2,5 bis 3,4 Zentimeter und sind 2,5 bis 4 Zentimeter lang. Ihr Perikarpell ist mit wenigen Glochiden, aber keinen Haaren besetzt. Die verkehrt eiförmigen, roten Früchte sind 1,5 bis 2,5 Zentimeter lang und erreichen einen Durchmesser von 1 bis 1,4 Zentimeter.

## Verbreitung, Systematik und Gefährdung
Pereskiopsis rotundifolia ist in den mexikanischen Bundesstaaten Morelos, México, Guerrero, Oaxaca und Puebla in Höhenlagen von 1300 bis 1900 Metern verbreitet.
Die Erstbeschreibung als Pereskia rotundifolia erfolgte 1828 durch Augustin-Pyrame de Candolle. Nathaniel Lord Britton und Joseph Nelson Rose stellten die Art 1907 in die von ihnen neu aufgestellte Gattung Pereskiopsis. Ein weiteres nomenklatorisches Synonym ist Grusonia rotundifolia (DC.) G.D.Rowley (2006).  
Taxonomische Synonyme sind Cactus frutescens Moc. & Sessé ex Pfeiff. (1837), Opuntia chapistle F.A.C.Weber (1904) und Pereskiopsis chapistle (F.A.C.Weber) Britton & Rose (1907).
In der Roten Liste gefährdeter Arten der IUCN wird die Art als „Least Concern (LC)“, d. h. als nicht gefährdet geführt. Die Entwicklung der Populationen wird als stabil angesehen.

## Nachweise